# Plantations des Terres Rouges
Plantations des Terres Rouges (PTR SÀRL) est une société du groupe Bolloré, qui ne doit pas être confondue avec la Société Anonyme Plantations des Terres Rouges datant de 1862. 
PTR est établie en Indochine le 13 octobre 1910, sous le nom de Plantations d’Hévéas de Xatrach, ville d’Indochine. Elle est aujourd'hui une société de participation financière domiciliée au Luxembourg. C’est la plus importante société implantée dans le caoutchouc dans le monde, qui sert notamment à la fabrication des pneumatiques.

## Histoire
Au début de XXe siècle, alors que la production de caoutchouc est en pleine expansion, Olivier Rivaud fait la connaissance d'Adrien Hallet, un ingénieur agronome belge, engagé avec Henri Fauconnier dans le développement et l'exploitation des hévéas en Malaisie. À la suite de  cette rencontre, Olivier Rivaud  crée en Indochine la Société des Plantations des Terres Rouges en 1910, et la Société des caoutchoucs de Padang en 1911. Le nom Terres Rouges vient de la glèbe crue qui jonche les terres du domaine.
En 1932, Pierre Boulle rejoint les Plantations des Terres Rouges. Dans les années 1940, les Plantations des Terres Rouges représentent 25% de la culture d'hévéas en Indochine. Dans les années 1950, 57% des plantations ne sont pas exploitées par faute de main d'œuvre. Le domaine des Terres Rouges comprend alors trois plantations en Cochinchine (Quan-Loi, Xa-Cam, Xa-Trach) et quatre au Cambodge.
En 2000, la Société Financière des Terres Rouges lance des offres sur 3 structures liées au Groupe Rivaud : les Mines de Kali Sainte-Thérèse, la Compagnie du Cambodge et les Caoutchoucs de Padang. En 2001, principalement via les Plantations des Terres Rouges, le groupe Bolloré devient propriétaire à 98,01% de la société des Caoutchoucs de Padang.
En 2012, la société Plantations des Terres Rouges SA communique un chiffre d'affaires de 800 millions d'euros, une augmentation de 800% par rapport à l'année précédente (107 millions d'euros) que le groupe explique par l'intégration de Havas Worldwide. En 2013, le groupe Bolloré annonce un retrait obligatoire sur les actions de Plantations des Terres Rouges SA pour les décoter du NYSE Euronext Paris et de la Bourse de Luxembourg. Une option d'échange 7 actions Terres Rouges SA contre 1 action Bolloré SA a été proposée par le groupe Bolloré aux actionnaires concernés,. Fin mai 2013, la Commission de surveillance du secteur financier (CSSF) du Luxembourg valide les conditions du retrait obligatoire proposées par le groupe Bolloré.

## Activités
Elle possède trois fermes aux États-Unis, représentant 2900 hectares. Ces fermes cultivent principalement du coton, du maïs et de l'arachide. Elle a des participations dans des sociétés du groupe Bolloré[Quand ?] :
- - Compagnie du Cambodge : 54,8 %
  - Financière Moncey : 17,2 %
  - Socfin : 10,8 %
  - Forestière Équatoriale : 4,1 % au travers de SFA (filiale à 98,4 % de PTR)
  - Compagnie des Tramways de Rouen : 3,3 %
  - Socfinal : 1,9 %
  - Financière de l'Odet : 0,3 %

La société Terres Rouges Consultants (TRC), domiciliée dans la tour Bolloré à Puteaux, assiste les filiales du groupe dans la création des plantations, dont la Socapalm au Cameroun,.

## Actionnariat
- Compagnie des Glénans : 39 %
- Société Industrielle et Financière de l'Artois : 22,8 %
- Socfin : 18,1 %
- Compagnie du Cambodge : 10,5 %
- Bolloré : 3,5 %

### Pages liées
- Bolloré